# Tanaorhinus
Tanaorhinus is een geslacht van vlinders van de familie spanners (Geometridae), uit de onderfamilie Geometrinae.

## Soorten
- T. dohertyi Prout, 1932
- T. kina Swinhoe, 1893
- T. malayanus Inoue, 1992
- T. rafflesii Moore, 1859
- T. reciprocata Walker, 1861
- T. tibeta Chu, 1982
- T. unipuncta Warren, 1899
- T. viridiluteata Walker, 1861
- T. waterstradti Prout, 1933